# Uniformer af Luftwaffe (1935-1945)
Luftwaffe var Nazitysklands luftvåben før og under Anden Verdenskrig . Luftwaffe stilarter af uniformer og ranginsignier havde mange unikke egenskaber mellem 1935 og 1945. Ved Hitlers beslutning den 26. februar 1935 skulle Luftwaffe officielt være den tredje gren af Wehrmacht fra den 1. marts 1935. Det nye Luftwaffe stod over for problemet med uniformer, da de ønskede en uniform adskilt fra uniformerne fra de to andre grene af Wehrmacht (Heer og Kriegsmarine) og også ønskede en klar differentiering i påklædning af militære og civile flyvere.